# Salix rubens
Salix rubens é uma espécie de planta com flor pertencente à família Salicaceae. No Brasil, a espécie é conhecida como 'vimeiro', uma vez que é uma das espécies utilizadas para a produção do Vime  . 
A autoridade científica da espécie é Schrank, tendo sido publicada em Baiersche Flora 1: 226. 1789.

## Portugal
Trata-se de uma espécie introduzida no território português, nomeadamente Portugal Continental.

## Brasil
No Brasil, foi reconhecida como uma espécie exótica invasora no ano de 2020, ao ser detectada invadindo margens de córregos e rios nos estados do Rio Grande do Sul e Santa Catarina, longe dos locais onde foi plantada , especialmente nas regiões serranas destes estados. A abundância de regenerantes invasores desta espécie pode ser explicada principalmente pela abundância de vimeiros adultos próximos e também por uma baixa quantidade de luz proveniente do dossel das florestas .

## Protecção
Não se encontra protegida por legislação portuguesa ou da Comunidade Europeia.